# CMYK
CMYK (енгл. Cyan, Magenta, Yellow, and Key (Black), у преводу цијан, циклама, жута и црна) су основне боје модела чијим мешањем би требало да се добије црна боја. То је суптрактивно мешање боја, јер додавањем боја одузима се светлина белог папира. Шта више боје додајемо, папир је све тамнији док на крају не добијемо црну. Тако каже теорија, међутим, ако ставимо 100% од сваке нијансе, добићемо црвенкасто-браон боју, а не црну. Зато се уводи четврта боја - црна. Увођење црне има и један логичан, економски узрок. Најчешће код штампање књига имамо само црну боју. Да се не би користиле три основне боје, користи се само једна. Овај модел се користи код штампе.